# Mercan'Tour Classic Alpes-Maritimes
Mercan'Tour Classic Alpes-Maritimes je jednodenní cyklistický závod konaný ve francouzském departementu Alpes-Maritimes. První ročník závodu se měl původně konat v roce 2020, ale musel být zrušen kvůli pandemii covidu-19. První ročník byl odložen na rok 2021, kdy se konal jako součást UCI Europe Tour na úrovni 1.1.

## Seznam vítězů
| Rok  | Země                               | Jezdec                             | Tým                                |
| ---- | ---------------------------------- | ---------------------------------- | ---------------------------------- |
| 2020 | Nejelo se kvůli pandemii covidu-19 | Nejelo se kvůli pandemii covidu-19 | Nejelo se kvůli pandemii covidu-19 |
| 2021 | Francie                            | Guillaume Martin                   | Cofidis                            |
| 2022 | Dánsko                             | Jakob Fuglsang                     | Israel–Premier Tech                |
| 2023 | Ekvádor                            | Richard Carapaz                    | EF Education–EasyPost              |
| 2024 | Francie                            | Lenny Martinez                     | Groupama–FDJ                       |